# ババ (菓子)

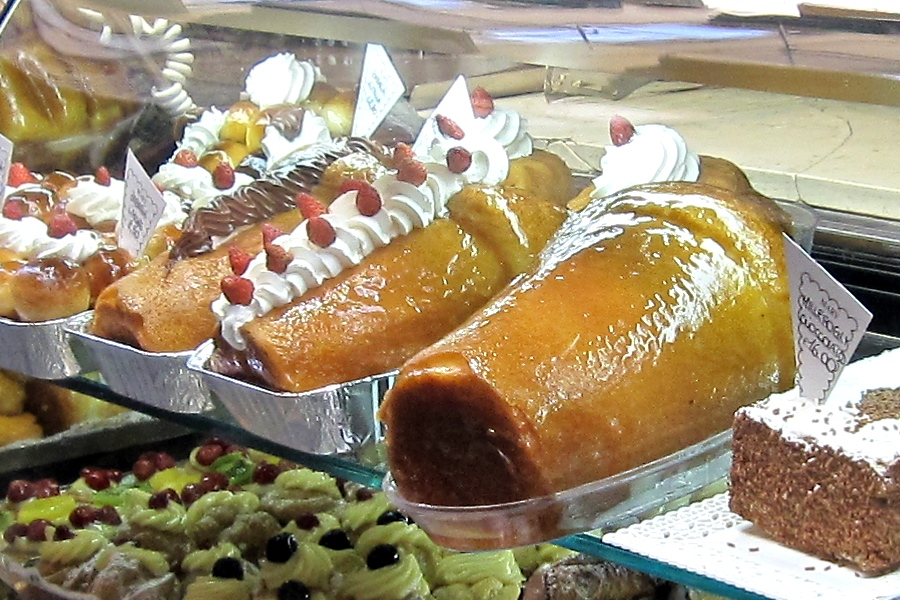
ババ

ババ（フランス語：baba、イタリア語：babà、ロシア語：Ба́ба）とは、フランスやイタリアのナポリの名物となっている焼き菓子の一種。イースト菌の発酵作用で膨らませた生地 を円環形もしくは円筒形の型に入れて焼き上げ、ラム酒風味のシロップをしみ込ませたケーキとなっている。ワインのコルク栓（ブーション、bouchon）に似た形状から、ババ・ブーション（baba bouchon）とも呼ばれる。

## フランスとナポリのババ
今日フランスとイタリアで親しまれているような、ブリオッシュに近いケーキにラム酒（あるいはキルシュヴァッサー）風味のシロップをしみこませたババは、18世紀初めにポーランド王の座を追われた後にロレーヌ公に封ぜられたスタニスワフ・レシチニスキ（スタニスラフ・レクチンスキー）のナンシーの宮廷が発祥とされている。歯痛に苦しむスタニスワフがクグロフを食べやすくするため、甘口のワイン（ラム酒）をかけたのがババの始まりだと言われている。ラム酒をかけたクグロフにフランベしたスタニスワフは菓子の美しさに見とれ、『千夜一夜物語』の登場人物アリババを想起し、菓子にアリババと名付けたという。スタニスワフが考案したババはロレーヌの宮廷で人気を博し、ソースとしてマラガ産のワインが供されていた。フランス王ルイ15世の元に嫁いだスタニスワフの娘マリーによって、ババはフランス王国の宮廷にも伝えられた。
パリのモントルグイユ通りに店を開いたロレーヌ地方出身の菓子職人ストレー（Nicolas STOHRER)によって、1836年ごろにババがパリの民衆に紹介される。ストレーはポーランドの宮廷が移されていたリュネヴィルで修行を積み、この地でババの製法を学んでいた。当初ストレーは注文が入るたびにあらかじめ焼いておいた生地に刷毛でシロップを塗って菓子を出していたが、やがて焼き上げた生地をシロップに浸して売り出すようになった。また、はじめは生地にサフランなどの着色料が使用されていたが、商品化に伴って使用されなくなった。以来ババは商品化されて多くの人に行き渡り、人気を博するようになる。後にシャルロットやババロアのようなカロリーの低いゼリー状の菓子が好まれるようになると、ババの人気は低くなる。
また、ババの商品化と同時期にパリを訪れたナポリの貴族お抱えの料理人によってレシピが持ち帰られ、ナポリの名物にもなった。
名称の由来としては、『千夜一夜物語』を気に入ったロレーヌ公がアリババにちなんでこれを「ババ」と名付けたとする説がある。また、ポーランド語で「おばさん」「おばあさん」を意味するバブカ（babka）に由来する説、菓子を完成させた人物が喜びのあまり叫んだ「ババッ」という言葉に由来する俗説 がある。
後に1850年代のパリで、菓子職人のジュリアン兄弟が円環形のババを友人で食通のジャン・アンテルム・ブリア＝サヴァランに敬意を表してサヴァランと改名したため、以来フランスではババ（ババ・オ・ラムとも）というと小型の円筒形のものだけを指すようになった。しかしナポリでは、現在に至るまで両方ともババもしくはバッバと呼ばれている。

## 東欧のババ（バーバ）
「ババ」はロシア、ポーランド、ウクライナで作られている伝統的な焼き菓子で、バリエーションが豊富であり、ロシアには40種類以上のババが存在する。ロシア語をはじめとするスラヴ系の言語において「ババ」という単語には「女」、「農婦」、「老女」などの意味があるため、ロシアでは洒落で「ぽっちゃりしたババ」「とても気まぐれなババ」「友達にぴったりのババ」などと呼ばれるババのレシピが存在する。
ウクライナでは、ババとは円形のプディング状の料理（副菜もしくはデザート）の名称でもある。
また、ポーランド人や東欧系ユダヤ民族（アシュケナジム）の伝統菓子に、「ババ」とよく似た「バブカ」（babka、ババの指小形）というものがある。

## ババの種類

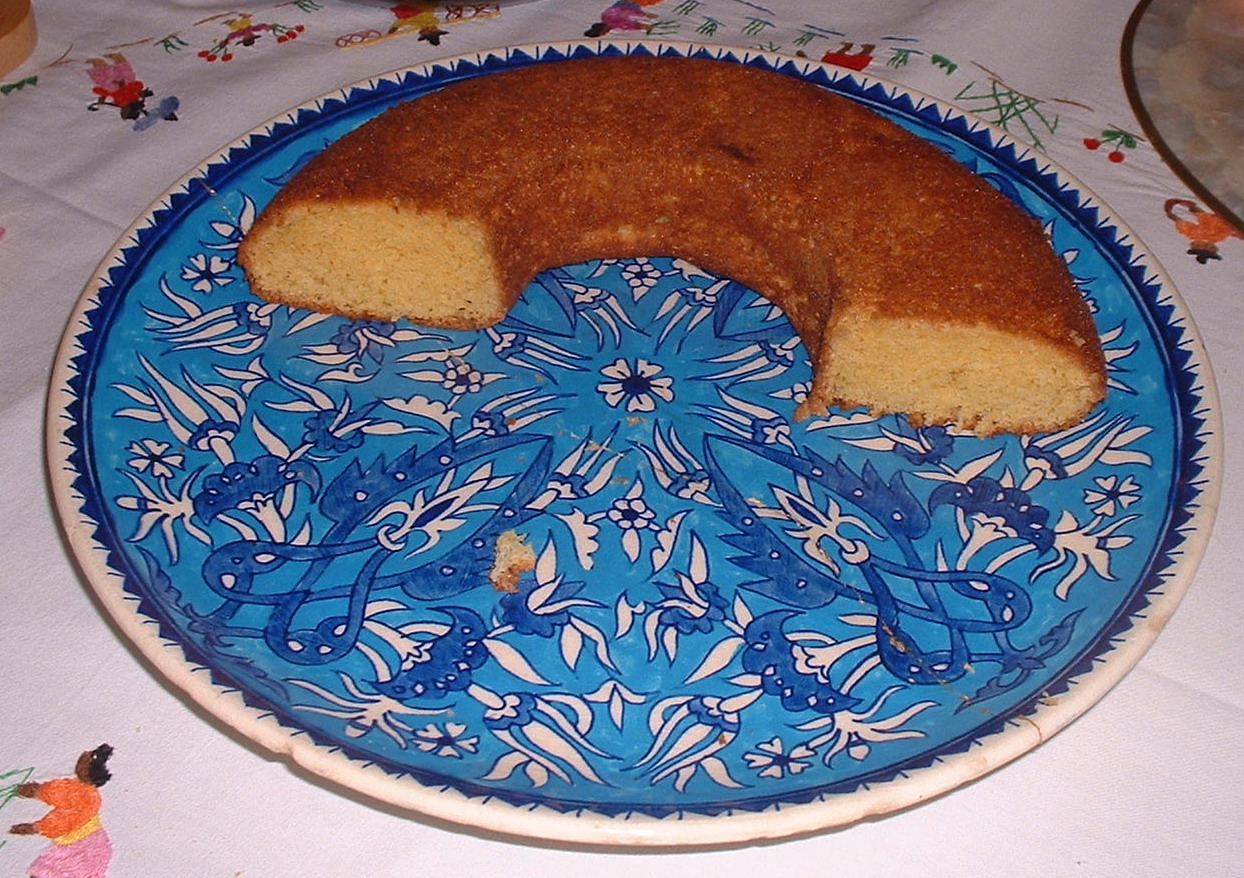
シロップをかける前のババ・オ・ロム

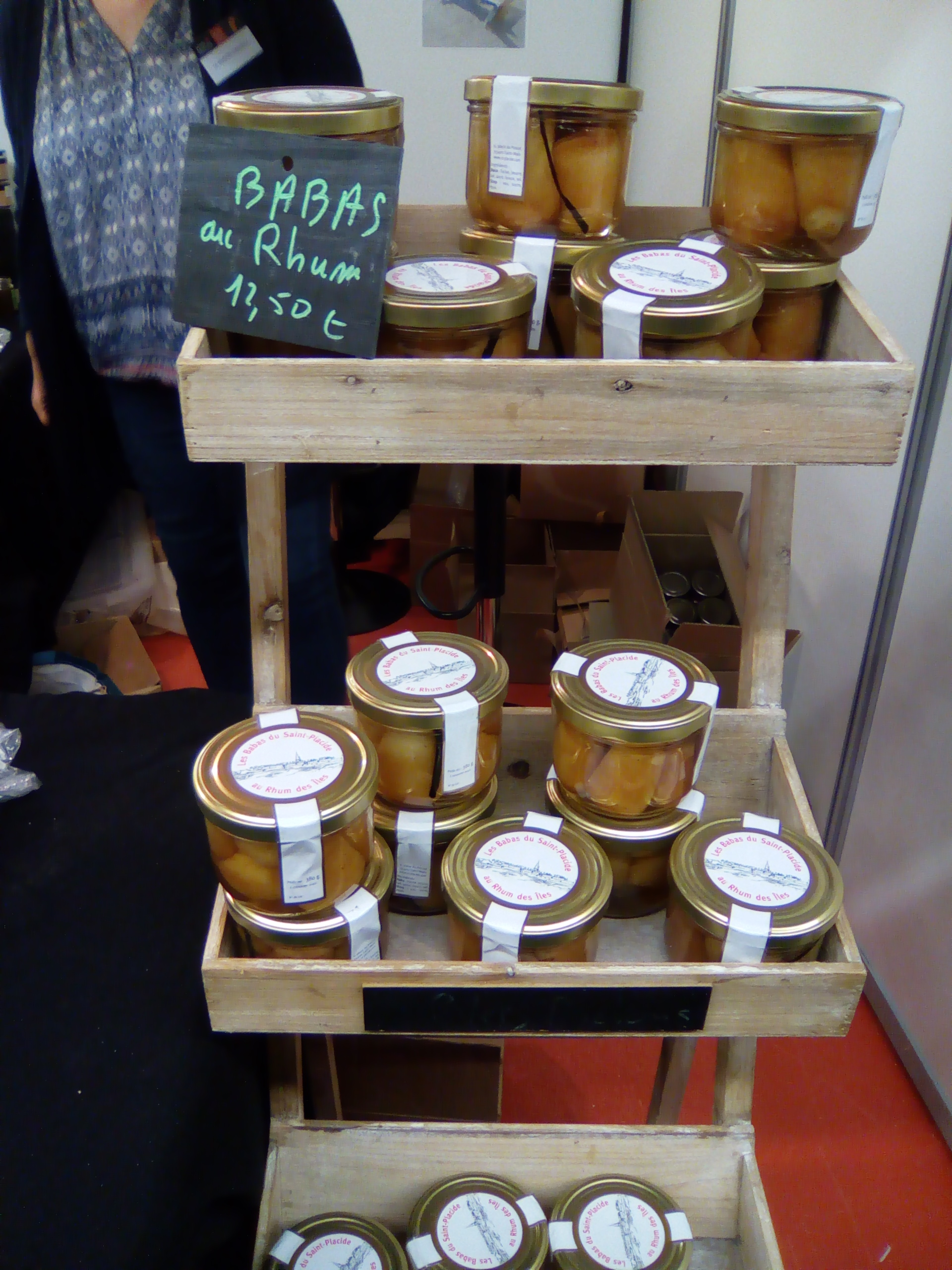
瓶詰めされたババ

ババ・オ・ロム（baba au rhum）：ブリオッシュ生地を直径2cm、高さ2cmの円筒型の型に入れて発酵させ、焼いてからラム酒風味のシロップをしみ込ませる。てっぺんに熱したアンズのジャムを刷毛で塗り、マラスキーノ・チェリーを飾る。
ババ・オ・フリュイ（baba aux fruits）：ババを皿に盛りつけ、ラム酒風味のシロップに浸けたイチゴやブルーベリーで周りを飾り、ラム酒風味のクレーム・シャンティイ（軽く泡立てた生クリーム）を添える。
ナポリやアメリカ合衆国のイタリア系菓子店では、ババの上にカスタードクリームを絞り出してマラスキーノ・チェリーを飾ることが多い。